# Nicole Oresme

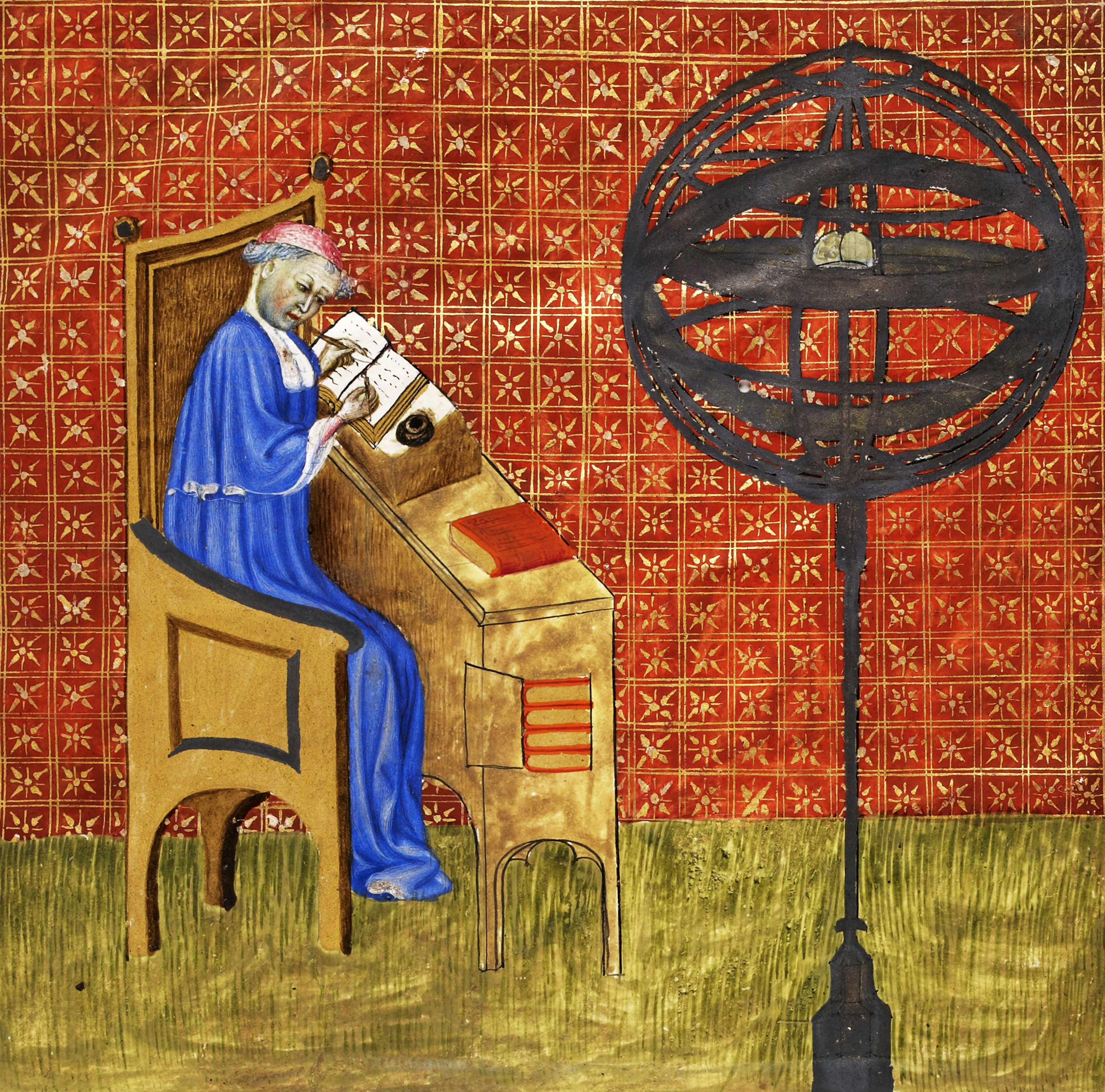
Nicole Oresme

Nicole Oresme, cũng viết Nicolas Oresme, Nicole d'Oresme (1320/1325/1330-1382) là nhà toán học, nhà thiên văn học, nhà triết học, nhà kinh tế học, chính trị gia và linh mục người Pháp. Ông là một trong những nhà khoa học lớn thời kỳ Trung cổ. Ông có những nghiên cứu quan trọng cho khoa học, đặc biệt là thời Phục hưng sau này. Về toán học, tại nơi nghiên cứu là Đại học Paris, ông đã đưa ra biểu đồ biểu diễn giữa gia tốc, vận tốc và khoảng cách của một vật chuyển động thẳng biến đổi đều. Trong đồ thị này, ông đã thêm vào dưới đường thẳng biểu thị gia tốc một diện tích thể hiện quãng đường đi được. Đây là sự kết hợp rất thú vị giữa toán học và vật lý. Còn một nghiên cứu quan trọng nữa cần nói tới đó là nghiên cứu của ông về toán học của Euclid. Trong một buổi thảo luận về cuốn Hình học của nhà toán học Hy Lạp, Oresme đã đưa ra một phân tích chi tiết và tổng quát. Trong bài phân tích này, ông nói rằng một vật thể sẽ nhận được trong mỗi số gia của thời gian một số gia của bất kỳ tính chất nào mà tăng như số lẻ. Do Euclid đã chứng minh được rằng tổng các số lẻ là một số chính phương nên Oresme đã suy luận rằng tổng các tính chất vật thể tăng theo thời gian. Ngoài ra, Oresme còn nghiên cứu tích phân.

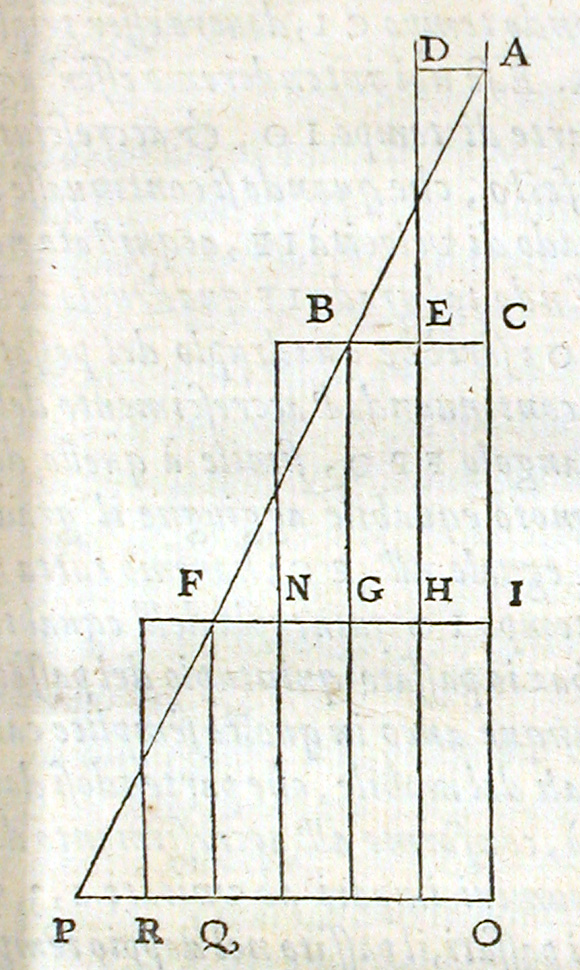
Oresme đã đi trước Galileo trong việc nghiên cứu tích phân

Còn về thiên văn học, Oresme đã ủng hộ cho thuyết nhật tâm trong một tác phẩm của mình, tức là đi ngược lại quan điểm của Aristotle, nhưng đáng tiếc là sau đó ông đã không giữ nguyên ý kiến của mình.